# ليلين

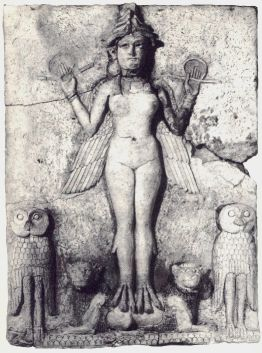

في ديانة بلاد ما بين النهرين القديمة، كانت ليلين تمثل الأرواح الليلية المعادية التي اعتقد أنها تهاجم الرجال. وكانت لتلك الأرواح قوة أقل من الآلهة. وكانت هذه أيضًا الكلمة العبرية لكل من الأرواح الشريرة وسحر الأساطير الأخرى. ومع هذا فإن هذه الكلمة شملت فقط أبناء وبنات ليليث أو مخلوق يشبه ليليث. وكانت الأرواح الأقدم والأكثر نضجا جسديا ونفسيا تُعرف باسم ليليتو في الأساطير اليهودية.
في الأساطير اليهودية، ليلين (بالعبرية: לילין) هو مصطلح يستخدم للإشارة للأرواح الليلية. ويرد في سفر أستير ضمن تارجوم الثاني (1: 3) أنها كانت ترقص أمام الملك سليمان. تعتبر ليليث وأولادها (ليليم،) من الأرواح الليلية. كما تعتبر التقاليد اليهودية القديمة أن ليليث هي زوجة قابيل.

## انظر ايضًا
- ليليث